# 344581 Albisetti
344581 Albisetti è un asteroide della fascia principale. Scoperto nel 2003, presenta un'orbita caratterizzata da un semiasse maggiore pari a 3,0908922 au e da un'eccentricità di 0,2057904, inclinata di 7,67173° rispetto all'eclittica.
L'asteroide è dedicato al medico italiano Walter Albisetti.